# Liodoryctes varicornis
Liodoryctes varicornis är en stekelart som först beskrevs av Cameron 1911.  Liodoryctes varicornis ingår i släktet Liodoryctes och familjen bracksteklar. Inga underarter finns listade i Catalogue of Life.